# Ademar lo Negre

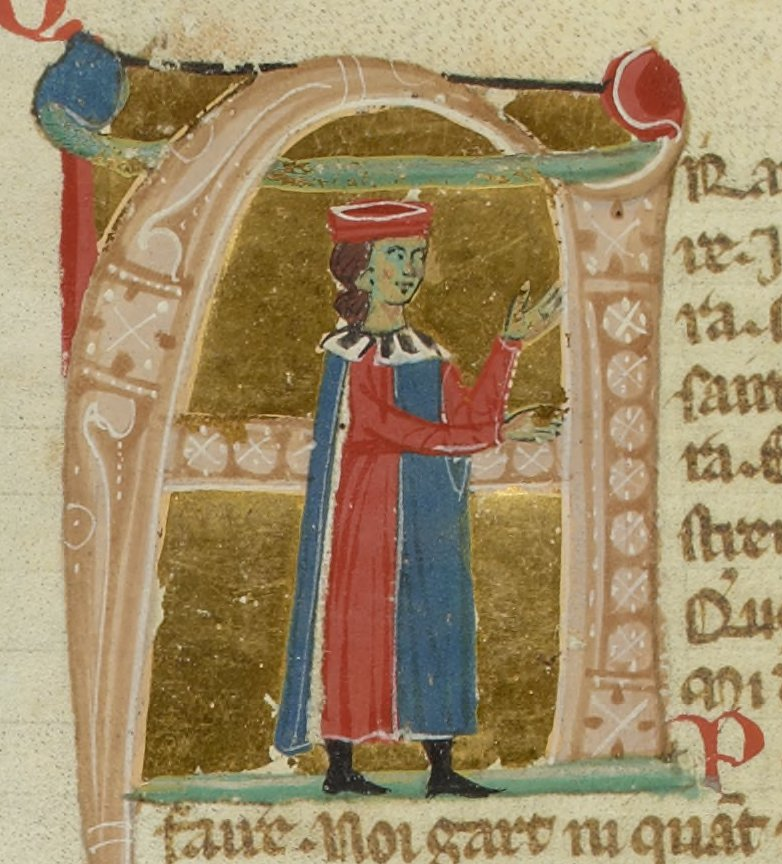
BnF ms. 854 fol. 138v; cançoner I

Ademar lo Negre (el nom presenta també les variants Azemar o Aimar) (fl....1210-1217...) fou un trobador occità.

## Vida
Es conserva una vida d'Ademar lo Negre que ens informa que era de Castellvell d'Albi, que fou un home cortès i que fou honrat pels nobles; pel rei Pere d'Aragó i pel comte Raimon VI de Tolosa. I que feu cançons.
No es tenen gaires dades de documents d'arxiu d'aquest trobador que, pel nom en forma de sobrenom, podria haver estat de principi un joglar. El Castellvell d'on és originari s'ha identificat amb una població avui en dia agregada a Albi, que depenia dels Trencavel.

## Obra

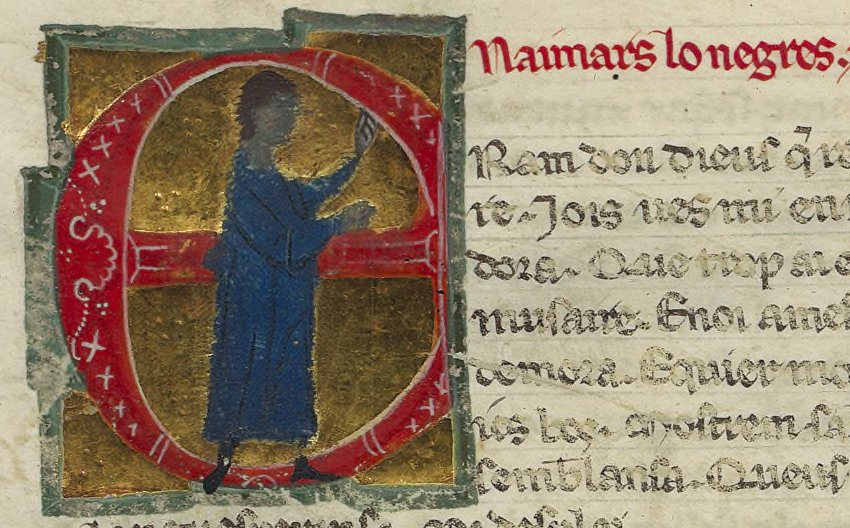
BnF ms. 12473 fol. 124v; cançoner K

Com diu la vida, se'n conserven quatre cançons.
- (3,1)[4] Era⋅m don Dieus que repaire
- (3,2) Era⋅m vai mieills qe non sol (enviada a l'infant Ferran de Castella, cosa que permet datar-la entre 1214 i 1217)[5]
- (3,3) De solaz e de chanzos
- (3,4) Ja d'ogan pel temps florit

També se li atribueix la cançó fragmentària Si faz bona canson, descoberta recentment i que es pot catalogar com a PC 3,5.
La tençó Miraval, tenzon grazida (PC 1,1 = 406,32) és entre un Ademar i Raimon de Miraval; es creu que aquest Ademar podria ser Ademar lo Negre.

### Repertoris
- Alfred Pillet / Henry Carstens, Bibliographie der Troubadours von Dr. Alfred Pillet […] ergänzt, weitergeführt und herausgegeben von Dr. Henry Carstens. Halle : Niemeyer, 1933 [Ademar lo Negre és el número PC 3]
- Guido Favati (editor), Le biografie trovadoriche, testi provenzali dei secc. XIII e XIV, Bologna, Palmaverde, 1961, pàg. 295
- Martí de Riquer, Vidas y retratos de trovadores. Textos y miniaturas del siglo XIII, Barcelona, Círculo de Lectores, 1995 p. 227-229 [Reproducció de la vida, amb traducció a l'espanyol, i miniatures dels cançoners I i K]